# Nycterosea lapillata
Nycterosea lapillata là một loài bướm đêm trong họ Geometridae.